# Aldeia das Dez
Aldeia das Dez es una freguesia portuguesa del concelho de Oliveira do Hospital, con 18,12 km² de superficie y 627 habitantes (2001). Su densidad de población es de 34,6 hab/km².